# ラビ郡
ラビ郡（ラビぐん、Labi）はブルネイ・ブライト地区にある郡。14の村（カンポン、マレー語：kampong）からなる行政区画である。ブライト地区の中央から見て南西にあり、北はリアン郡、北東はブキト・サワト郡、東はスカン郡、南と西はマレーシア・サラワク州、北西はクアラ・バライ郡とセリア郡に接する。
ラビ郡はラビライム（マレー語：Limau Labi）の特産地である。都市から離れた農業地帯であるが、電気・電話・道路・ごみ処理・公園が整備されている。面積は361.8km2、2006年現在の人口は2,300人。現在の郡長（Penghulu）は、2003年7月7日に就任したカマルハン・アトマ（Haji Kamarhan bin Atma）である.

## 村
ラビ郡は更にラビ一区（Labi Satu）、ラビ二区（Labi Dua）に分けられる。ラビ郡の村は以下の通り。
- ガタス村（Kampong Gatas）
- ケスィリン村（Kampong Kesilin）
- ケナポル村（Kampong Kenapol）
- スンガイ・ペタニ村（Kampong Sungai Petani）
- タパン・ルパク村（Kampong Tapang Lupak）
- テナジョア村（Kampong Tenajor）
- テラジャ村（Kampong Teraja）
- テルナン村（Kampong Terunan）
- ブキト・プアン村（Kampong Bukit Puan）
- マラヤン村（Kampong Malayan）
- メダラム・ケスィル村（Kampong Mendaram Kecil）
- メダラム・ベサル村（Kampong Mendaram Besar）
- ラタン村（Kampong Ratan）
- ラビ・ラマ村（Kampong Labi Lama）

## 教育
内陸に位置するため、ラビ郡には3校の初等学校があるのみである。進学する場合、地域の住民はセリアやクアラブライトへ通学する。ラビ郡にある学校は以下の通り。
- ラビ小学校（Labi Primary School） - 1959年開校[2]。2004年現在の児童数は78人[1]
- ランパヨー小学校（Rampayoh Primary School）
- チュン・フア学校ラビ校（Chung Hwa School, Labi） - 1946年開校の中国人系学校[2]。2004年現在の児童数は40人[1]

## 健康
ラビ郡に所在する医療機関はラビ・ヘルスクリニック（Labi Health Clinic）のみである。この機関は、1958年に開院したラビクリニックを2002年に約70万ドルをかけて新築・拡充したもので、外来・救急・母子の健康・献血・歯科を提供している。

## 農業
ブライト平野に位置するラビ郡は、ラビライムの生産で地元ではよく知られており、地元の柑橘類の商標となっている。それに加え、ブルネイ農業省はラビ郡に事務所を構え、稲作をはじめ野菜や果物（オレンジ、ドリアン、バナナなど）の生産を監視することで農民の援助と監視を行っている。
2003年の推計では、野菜607t、果物約1,700t、米170tを生産した。